# Serrat del Bac (Bellver de Cerdanya)
El Serrat del Bac és una serra situada al municipi de Bellver de Cerdanya, a la comarca de la Baixa Cerdanya, amb una elevació màxima de 1.491 metres.